# Francesco Guidolin
Francesco Guidolin (phát âm tiếng Ý: [franˈtʃesko ɡwidoˈlin]; sinh ngày 3 tháng 10 năm 1955) là huấn luyện viên bóng đá người Ý. Ông đã có 29 năm dẫn dắt các đội bóng Ý.